# Long Anstadion
Het Long Anstadion (Vietnamees: Sân vận động Long An) is een multifunctioneel stadion in Tân An, een stad in Vietnam. 
Het stadion wordt vooral gebruikt voor voetbalwedstrijden, de voetbalclub Dong Tam Long An FC maakt gebruik van dit stadion. In het stadion is plaats voor 19.975 toeschouwers. 